# 고대 이집트 문자의 해독
고대 이집트 문자의 해독에 관한 문서이다.
고대 이집트에서 사용된 문자 체계는 여러 유럽 학자, 특히 장프랑수아 샹폴리옹과 토머스 영의 작업을 통해 19세기 초에 해독되었다. 신성문자, 신관문자 및 민중문자를 포함하는 고대 이집트 문자 형식은 콥트 문자가 점점 더 많이 사용되면서 서기 4세기와 5세기에 더 이상 이해되지 않았다. 오래된 문자에 대한 후세대의 지식은 이해가 잘못된 그리스와 로마 작가들의 작업에 기초를 두고 있었다. 따라서 이집트 문자는 소리보다는 생각을 나타내는 표의 문자이며 상형 문자는 음성 언어를 기록하는 수단이 아니라 난해하고 신비한 문자라고 널리 믿어졌다. 중세와 근대 초기에 이슬람 및 유럽 학자들이 해독하려는 일부 시도에서는 문자에 음성학적 요소가 있을 수 있다는 점을 인정했지만, 상형 문자를 순전히 표의 문자로 인식하여 18세기 후반까지 상형 문자를 이해하려는 노력이 방해를 받았다.
1799년 나폴레옹 보나파르트의 이집트 원정대원들이 발견한 로제타석에는 상형문자, 민중문자, 그리스어로 평행 문자가 적혀 있었다. 특히 이집트어의 마지막 단계인 콥트어의 증거와 결합하여 그리스어 번역을 통해 이집트 본문을 해독할 수 있기를 바랐다. 앙투안 아이작 실베스트르 드 사시(Antoine-Isaac Silvestre de Sacy)와 요한 다비드 오케르블라드(Johan David Åkerblad)의 진전이 중단되었음에도 불구하고 그렇게 하는 것은 어려운 일이었다. 영은 자신의 작업을 바탕으로 민중 문자가 상형 문자에서 파생된 것을 관찰하고 민중의 여러 음성 기호를 식별했다. 그는 또한 외국 출신 이집트 왕 프톨레마이오스 5세의 이름이 포함된 카르투슈의 표음 문자를 포함하여 많은 상형 문자의 의미를 확인했다. 그러나 그는 표음 상형 문자가 비이집트어 단어를 작성할 때만 사용된다는 것을 확신했다. 1820년대 초 샹폴리옹은 프톨레마이오스의 카르투슈를 다른 카르투슈와 비교하고 상형문자가 표의 문자와 표의 문자의 혼합이라는 사실을 깨달았다. 그의 주장은 처음에는 회의적이었고 영의 아이디어를 공로를 인정하지 않은 채 가져갔다는 비난을 받았지만 점차 받아들여졌다. 샹폴리옹은 계속해서 대부분의 표음 상형문자의 의미를 대략적으로 파악하고 고대 이집트어의 문법과 어휘의 상당 부분을 확립했다. 한편 영은 다른 그리스어 및 민중 평행 텍스트와 함께 로제타석을 사용하여 민중을 대부분 해독했다.
1829년 영이 사망하고 1832년 샹폴리옹이 사망한 이후 해독 노력은 시들해졌으나 1837년 칼 리차드 렙시우스(Karl Richard Lepsius)는 많은 상형문자가 하나가 아닌 2~3개의 소리의 조합을 나타낸다고 지적하여 샹폴리옹 작업의 가장 근본적인 결함 중 하나를 바로잡았다. 에마뉘엘 드 루제(Emmanuel de Rougé)와 같은 다른 학자들은 이집트어에 대한 이해를 충분히 발전시켜 1850년대에는 고대 이집트 문헌을 완전히 번역하는 것이 가능해졌다. 거의 동시에 설형 문자의 해독과 결합되어, 그들의 작업은 인류 역사의 초기 단계에서 한때 접근할 수 없었던 텍스트를 열었다.